# Farid Daoud
Farid Daoud (Tizi Ouzou, 25 augustus 1989) is een Algerijns voetballer die bij voorkeur als middenvelder speelt. Hij verruilde in juli 2014 MC Alger voor RC Arbaâ, op dat moment actief in de Algerian Championnat National. Daoud debuteerde in 2009 in Algerije -23.
Daoud speelde in de jeugd van JS Kabylie en MC Alger. Bij laatstgenoemde club debuteerde hij in 2007 in het eerste elftal. Hij bleef hier vervolgens tot en met 2014 spelen.